# Inor (Meuse)
Inor ist eine französische Gemeinde mit 178 Einwohnern (Stand 1. Januar 2022) im Département Meuse in der Region Grand Est (bis 2015 Lothringen). Sie gehört zum Arrondissement Verdun und zum Gemeindeverband Pays de Stenay et du Val Dunois.

## Geografie
Die Gemeinde Inor liegt an der Maas, etwa 25 Kilometer südöstlich von Sedan und etwa 15 Kilometer südwestlich der Grenze zu Belgien. Ein Teilstück des im sieben Kilometer südlich gelegenen Stenay von der Maas abzweigenden Canal de la Meuse verläuft östlich parallel zur Maas und endet an der Schleuse Inor. Er kürzt die Fahrstrecke für Schiffe gegenüber der zahlreiche Flussschlingen aufweisenden Maas erheblich ab.
Das Gemeindegebiet von Inor im äußersten Nordwesten Lothringens erstreckt sich vom rechten Ufer der Maas bis auf die Höhen des Plateaus zwischen den Tälern der Flüsse Maas und Chiers. Die höheren Lagen und einige Hänge sind von Wäldern bedeckt (Bois d’Inor, Le Ligant), rund um das Dorf Inor sowie an der Maas herrschen Acker- und Weideland vor.
Nachbargemeinden von Inor sind Malandry im Nordosten, Olizy-sur-Chiers im Osten, Martincourt-sur-Meuse im Südosten, Luzy-Saint-Martin im Süden, Pouilly-sur-Meuse im Westen sowie Autréville-Saint-Lambert im Nordwesten.

## Geschichte
In Inor hatte der Weinbau eine lange Tradition. Im Jahr 1830 betrug die Rebfläche auf den Südhängen über der Maas 78 Hektar. Es wurde unter anderem Spätburgunder, nach 1850 Schwarzriesling kultiviert. Die Reblauskrise zwischen 1865 und 1885 führte zu großen Verwüstungen, der Erste Weltkrieg endgültig zur Aufgabe der Weinberge in der ganzen Region an der Maas.
Während das Dorf im Ersten Weltkrieg noch weitgehend verschont blieb, wurde es zu Beginn des Zweiten Weltkriegs fast völlig zerstört – Inor lag unmittelbar hinter der Maginotlinie. Nicht wieder aufgebaut wurde das Schloss Imécourt (Château d’Imécourt), ursprünglich eine mittelalterliche Burg, die 1688 von der Familie Vassinhac zu einer schlossartigen Residenz umgebaut wurde. Die Restauration der Kirche Saint-Pierre aus dem Jahr 1719 war nach den Zerstörungen des Krieges 1954 abgeschlossen.

### Bevölkerungsentwicklung
| Jahr      | 1962 | 1968 | 1975 | 1982 | 1990 | 1999 | 2006 | 2012 | 2021 |
| Einwohner | 262  | 267  | 248  | 214  | 183  | 204  | 213  | 191  | 180  |

Im Jahr 1841 wurde mit 728 Bewohnern die bisher höchste Einwohnerzahl ermittelt. Die Zahlen basieren auf den Daten von cassini.ehess und INSEE.

## Sehenswürdigkeiten
In der Kirche St. Peter (Saint-Pierre) befindet sich ein geschnitzter Altar aus dem Jahr 1765 und die Grabkapelle der Familie von Vassinhac, die auch einen der Äbte der Zisterzienserabtei La Chalade hervorbrachte.

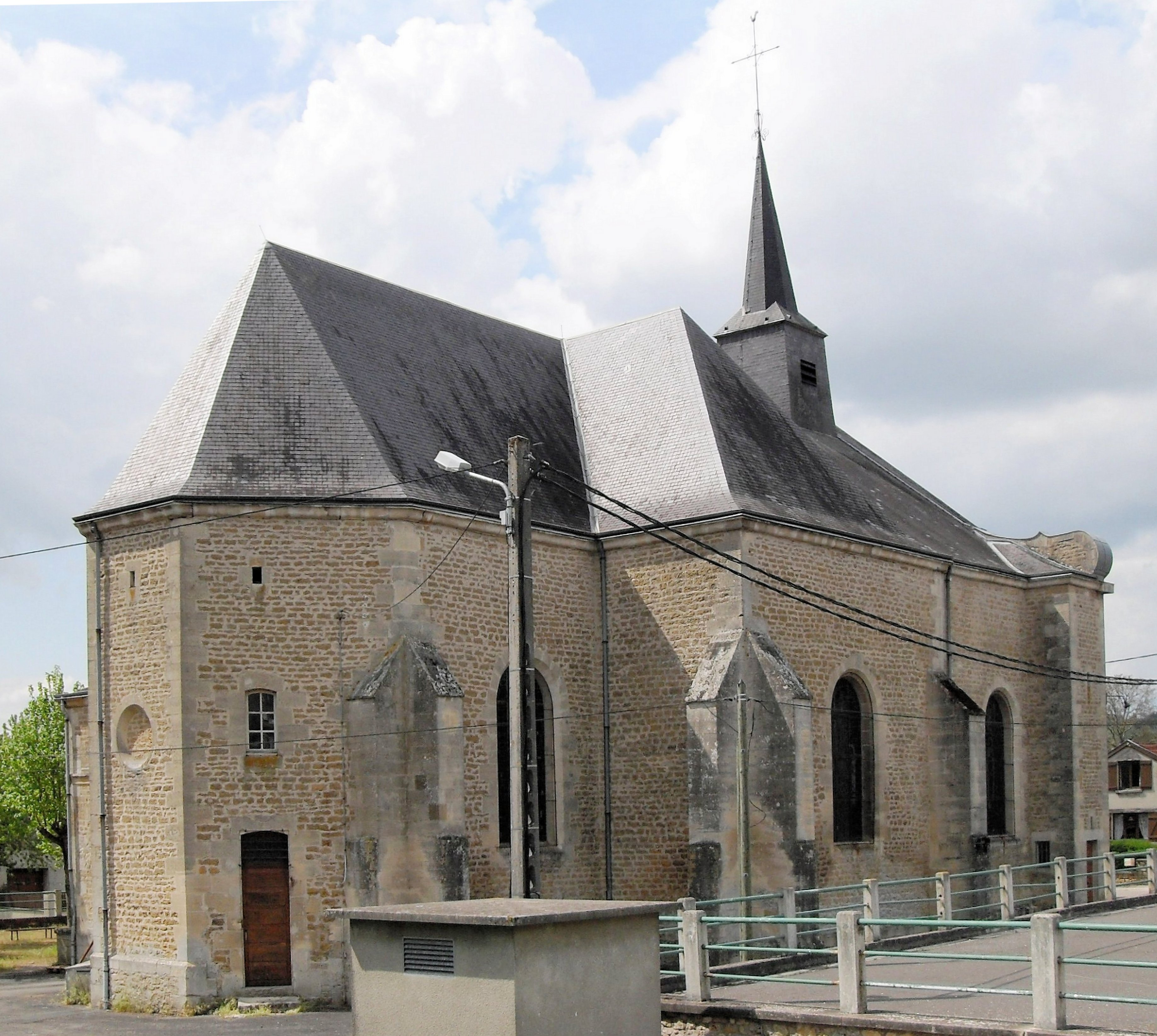
Kirche St. Peter

## Wirtschaft und Infrastruktur
In der Gemeinde sind sechs Landwirtschaftsbetriebe ansässig (Getreide- und Obstanbau, Rinderzucht).
Durch Inor führt die Fernstraße von Sedan über Stenay nach Verdun. Weitere Straßen verbinden Inor mit den Nachbargemeinden Malandry und Luzy-Saint-Martin.

## Belege
1. ↑  inor.stenay.com. Archiviert vom Original (nicht mehr online verfügbar) am 14. Juli 2014; abgerufen am 21. Juli 2011 (französisch).
2. ↑  Inor auf cassini.ehess.fr
3. ↑  Inor auf insee.fr
4. ↑  Landwirtschaftsbetriebe auf annuaire-mairie.fr (französisch)